# Гелгук (Гелдерланд)
Гелгук (нід. Helhoek) — селище в нідерландській провінції Гелдерланд. Входить до муніципалітету Дейвен.
Перші згадки про населений пункт датуються сердиною 19-го сторіччя. Наразі він складається із блізько 40 будинків.